# Coccophagus sudhiri
Coccophagus sudhiri är en stekelart som beskrevs av Hayat 1993. Coccophagus sudhiri ingår i släktet Coccophagus och familjen växtlussteklar. Inga underarter finns listade i Catalogue of Life.